# Georgij Maksimovič Adelson-Velski
Georgij Maksimovič Adelson-Velski (rusko Гео́ргий Макси́мович Адельсо́н-Ве́льский), ruski matematik in računalnikar, * 8. januar 1922, Samara, Sovjetska zveza (sedaj Rusija), † 26. april 2014, Givatayim, Izrael.
Adelson-Velski je najbolj znan po uvedbi pomembnega urejenega dvojiškega drevesa, AVL-drevesa, ki ga je leta 1962 odkril skupaj z Jevgenijem Landisom.

## Življenje in delo
V četrtem letniku je leta 1944 napisal svoj prvi znanstveni članek. Leta 1948 je ubranil kandidatsko dizertacijo Spektralna analiza kolobarjev, omejenih z linearnimi operatorji Hilbertovega prostora (Спектральный анализ кольца ограниченных линейных операторов Гильбертова пространства). V letu 1957 se je ukvarjal z umetno inteligenco.
Leta 1965 je skupaj s Kronrodom vodil razvoj programa računalniškega šaha na ITEP v Moskvi. Program je premagal ameriški program Kotok-McCarthy v prvem šahovskem dvoboju med računalniškima programoma. Razvil se je v program Kaissa, ki je leta 1974 zmagal na prvem Svetovnem prvenstvu v računalniškem šahu v Stockholmu.